# DS Penske
DS Penske, anciennement Dragon Racing, est une écurie de course automobile, fondée et dirigée par Jay Penske, qui a fait ses débuts en 2007. À l'origine, l'équipe concourait uniquement en IndyCar Series entre 2007 et 2013. Depuis 2014, l'écurie Dragon Racing est présente en Championnat du monde de Formule E.

## Historique

### Luczo Dragon Racing (2007-2009)

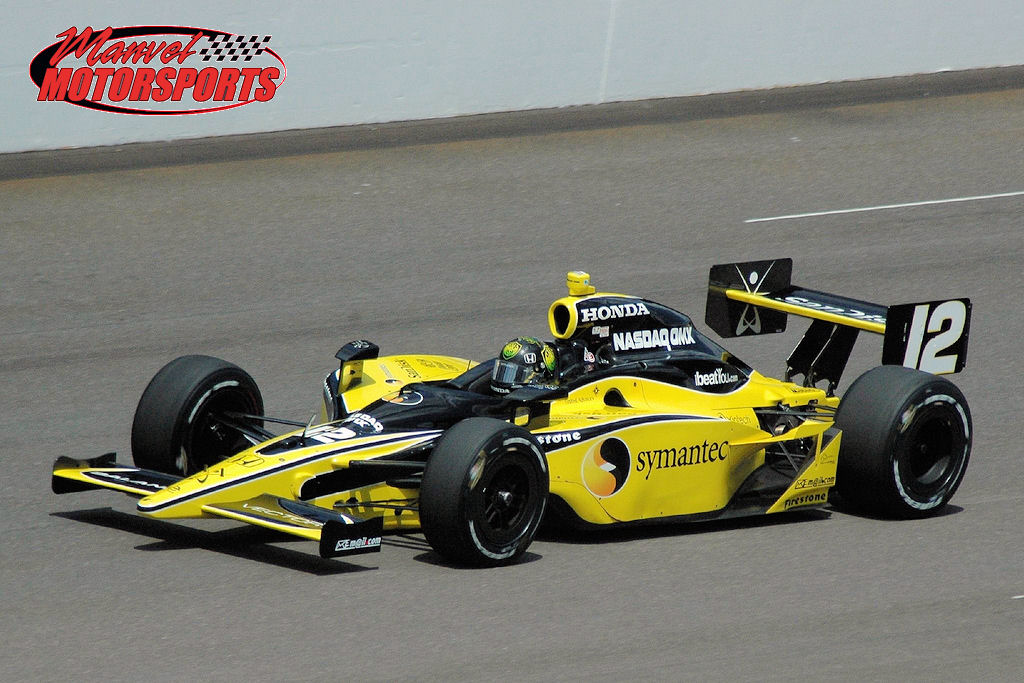
Scheckter à Indianapolis en 2008

L'équipe débute sous le nom de Luczo Dragon Racing en 2007 lors des 500 Miles d'Indianapolis avec pour pilote Ryan Briscoe. Jay Penske et Stephen J. Luczo sont les deux copropriétaires. La voiture est préparée par Penske Racing, détenue par Roger Penske, le père de Jay Penske. Ryan Briscoe est également un des pilotes Penske Racing en ALMS. Pour sa première course, l'équipe se classe septième en qualifications puis cinquième place en course. La voiture de portait une livrée ressemblant à la monoplace de Rick Mears qui remporta les 500 Miles d'Indianapolis en 1988.
En 2008, Luczo Dragon dispute six courses en IndyCar et les 500 Miles d'Indianapolis, avec Tomas Scheckter, sans le soutien de Penske Racing. Malgré des bonnes qualifications, Scheckter ne rallie qu'une seule fois l'arrivée, en vingt-et-unième position, à Détroit. Dans les cinq autres courses, l'écurie eut des accidents deux fois et des problèmes mécaniques à trois reprises. Raphael Matos devient parallèlement champion en Indy Lights en 2008.
L'écurie dispute toute la saison de l'IndyCar Series 2009.

### de Ferran Dragon Racing (2010-2011)
En 2010, l'écurie fusionne avec de Ferran Motorsports pour former de Ferran Luczo Dragon Racing et Gil de Ferran devient copropriétaire de l'écurie. Raphael Matos est le pilote-titulaire tandis que Davey Hamilton dispute l'Indy 500 avec l'équipe. Hamilton planifia de participer à la manche au Texas mais il ne put le faire à cause de son accident à l'Indy. Il prend son deuxième départ avec l'écurie à Chicagoland. À l'Indy 500 2010, l'écurie est renommée de Ferran Dragon Racing.
En 2011, Matos est remplacé par l'ancien champion Tony Kanaan. L'écurie ne trouve pas de partenaires financiers suffisants et ferme ses portes en février.

### Dragon Racing (depuis 2011)
Jay Penske ressuscite l'écurie, renommée Dragon Racing, un mois plus tard et annonce que Paul Tracy asigné un contrat de cinq courses. L'écurie présente deux voitures aux qualifications à l'Indy 500 pour Scott Speed et Ho-Pin Tung. Tung est victime d'un grave accident et Speed, faute de performance, est licencié et remplacé par Patrick Carpentier le dernier jour des qualifications. Il est victime d'un accident et l'écurie déclare forfait. Tung réalise ses débuts en IndyCar Series à l'Infineon Raceway où la voiture est préparée avec le Sam Schmidt Motorsports.
En janvier 2012, Dragon Racing recrute Katherine Legge et le quadruple champion de ChampCar, Sébastien Bourdais pour la saison 2012 de l'IndyCar Series. Le 1er juin, l'équipe déclare ne pouvoir engager qu'une voiture : Bourdais pilotera sur circuits routiers et Legge sur ovales. Bourdais se classe vingt-cinquième du championnat avec comme meilleur résultat une quatrième place et Legge finit vingt-sixième avec pour meilleur résultat une neuvième place.
Le 12 février 2013, Dragon Racing annonce que Sebastián Saavedra rejoint l'écurie pour la saison 2013 dans la voiture no 6 tandis que Sébastien Bourdais pilotera la voiture no 7. Bourdais se classe douzième du championnat avec trois podiums dont deux à Toronto et Saavedra finit vingt-et-unième et dernier des pilotes ayant fait toutes les manches de la saison avec pour meilleur résultat une huitième place. Dragon Racing annonce sa participation au Championnat de Formule E FIA de voitures électriques.
En 2014, l'équipe concentre ses forces sur la Formule E en délaissant l'IndyCar. Néanmoins, Dragon reste préparateur de la voiture de Juan Pablo Montoya de Roger Penske.

### Depuis 2014:Championnat du monde de Formule E

#### 2014-2016: Lutte pour le podium

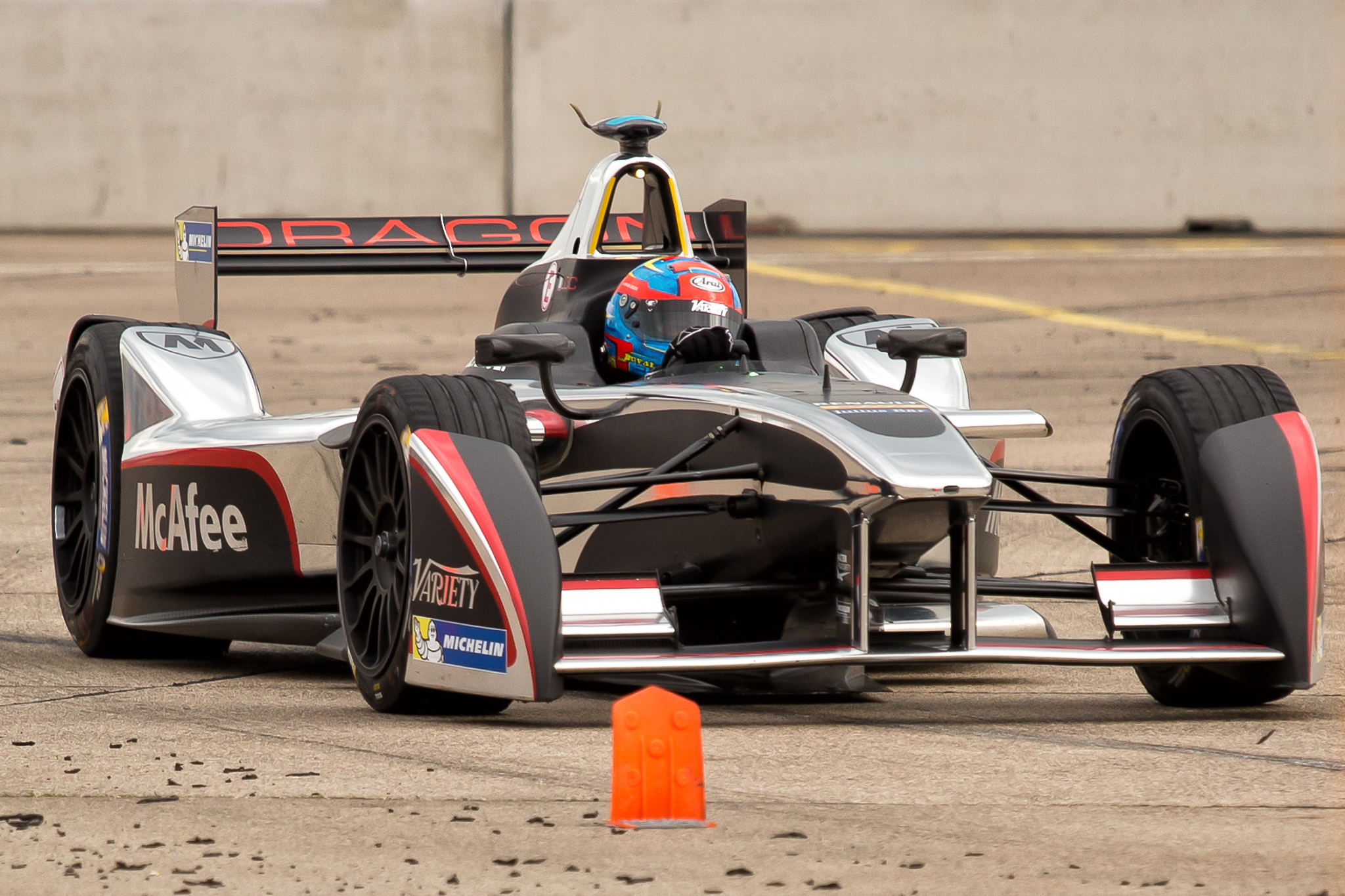
Loïc Duval à l'ePrix de Berlin 2015.

Au mois de mars, Dragon Racing engage Oriol Servià en Formula E, en tant que directeur ou en tant que pilote, voire les deux. Dragon Racing officialise le 2 juillet, le pilote américain Mike Conway. Vingt jours plus tard, Dragon Racing signe l'ancien pilote de Formule 1 Belge, Jérôme d'Ambrosio. Finalement, une semaine avant la première course, l'Espagnol Servia remplace Mike Conway, à cause d'un calendrier trop serré pour l'Américain avec le WEC,. Durant la saison, l'équipe remporte une victoire, avec Jérôme d'Ambrosio à Berlin. Oriol Servia est remplacé au cours de saison par le vainqueur français des 24 Heures du Mans 2013, Loïc Duval. Au classement final de la saison 2014-2015, Dragon Racing est sacrée vice-championne, alors que pour ses pilotes, D'Ambrosio termine quatrième avec une victoire, Duval termine neuvième avec deux podiums, en ayant manqué les quatre premières courses de la saison.

#### 2017-2022: en fond de classement
Pour la saison 2016-2017, l'écurie reconduit son duo de pilotes à bord de la Penske 701-EV. Avec vingt points obtenus par Loïc Duval et treize par Jérôme d'Ambrosio ils termine la saison avec un total de 33 points qui les classent huitième du classement constructeur. Pour la saison suivante, l'équipe conserve Jérôme d'Ambrosio mais remplace Loïc Duval par Neel Jani et José María López. Elle termine à la neuvième position du classement constructeurs avec quarante-et-un points. La saison suivant est marquée par un changement de nom à la suite de l'arrivée de Geox comme sponsor principal. L'équipe termine l'année avec 23 points et la dixième place du classement constrcuteurs.

#### Depuis 2022: DS Penske
En 2022, DS devient le partenaire technique de l'équipe, qui devient DS Penske. Pour cette nouvelle collaboration, l'écurie recrute Jean-Eric Vergne et Stoffel Vandoorne. A l'issue de la saison 2022-2023, l'équipe se classe cinquième avec 163 points. Lors du championnat 2023-2024, le duo de pilotes est conservé et Penske termine troisième avec 200 points. Pour la saison suivante, Stoffel Vandoorne quitte l'équipe et est remplacé par Maximilian Günther.

## Résultats en Championnat du monde de Formule E
| Saison    | Ecurie                       | Chasis          | Pilotes                                                | ePrix | Victoires | Podiums | Pts | Pos |
| --------- | ---------------------------- | --------------- | ------------------------------------------------------ | ----- | --------- | ------- | --- | --- |
| 2014-2015 | Dragon Racing                | Spark SRT01E    | Jérôme d'Ambrosio Loïc Duval Oriol Servià              | 11    | 1         | 5       | 171 | 2e  |
| 2015-2016 | Dragon Racing                | Spark SRT01E    | Jérôme d'Ambrosio Loïc Duval                           | 10    | 1         | 3       | 143 | 4e  |
| 2016-2017 | Faraday Future Dragon Racing | Penske 701-EV   | Jérôme d'Ambrosio Loïc Duval Mike Conway               | 12    | 0         | 0       | 33  | 8e  |
| 2017-2018 | Dragon Racing                | Penske EV-2     | José María López Neel Jani Jérôme d'Ambrosio           | 12    | 0         | 1       | 41  | 9e  |
| 2018-2019 | GEOX Dragon Racing           | Penske EV-3     | Maximilian Günther José María López Felipe Nasr        | 13    | 0         | 0       | 23  | 10e |
| 2019-2020 | GEOX Dragon Racing           | Penske EV-4     | Nico Mueller Brendon Hartley Sérgio Sette Câmara       | 11    | 0         | 0       | 2   | 11e |
| 2020-2021 | Dragon-Penske Autosport      | Penske EV-5     | Nico Mueller Joel Eriksson Sérgio Sette Câmara         | 15    | 0         | 1       | 47  | 10e |
| 2021-2022 | Dragon-Penske Autosport      | Penske EV-5     | Sérgio Sette Câmara Antonio Giovinazzi Sacha Fenestraz | 16    | 0         | 0       | 2   | 10e |
| 2022-2023 | DS Penske                    | DS E-TENSE FE23 | Jean-Éric Vergne Stoffel Vandoorne                     | 16    | 1         | 3       | 163 | 5e  |
| 2023-2024 | DS Penske                    | DS E-TENSE FE23 | Jean-Eric Vergne Stoffel Vandoorne                     | 16    | 0         | 4       | 200 | 3e  |
| 2024-2025 | DS Penske                    | DS E-TENSE FE23 | Jean-Eric Vergne Maximilian Günther                    | 1     | 0         | 0       | 2   | 7e  |